# Stare Budy (Grodzisk Mazowiecki)
Pour les articles homonymes, voir Stare Budy.
Stare Budy (prononciation : [ˈstarɛ ˈbudɨ]) est un village polonais de la gmina de Jaktorów dans le powiat de Grodzisk Mazowiecki de la voïvodie de Mazovie dans le centre-est de la Pologne.
Le village possède une population d'environ 700 habitants.

## Histoire
De 1975 à 1998, le village appartenait administrativement à la voïvodie de Skierniewice.